# Benham-klass
Benham-klassen var en klass av tio jagare som byggdes för den amerikanska flottan. De ingick i en serie av amerikanska jagare som begränsades till ett deplacement på 1 500 ton på grund av Londonavtalet. Fartygen kölsträcktes 1936-1937 och alla togs i bruk 1939. Mycket i deras design var baserad på de föregående jagarna i Gridley- och Bagley-klassen. I likhet med dessa klasser var Benham-jagarna anmärkningsvärda för att de bar sexton 53,3 cm torpedtuber, den tyngsta torpedbestyckningen någonsin på amerikanska jagare. De introducerade en ny högtryckspanna som sparade utrymme och vikt, eftersom endast tre av de nya pannorna krävdes jämfört med fyra av de äldre varianterna. Klassen tjänstgjorde flitigt under andra världskriget i Atlanten, Medelhavet och Stilla havet, inklusive neutralitetspatruller i Atlanten 1940-1941. Två av fartygen gick förlorade under andra världskriget, tre skrotades 1947, medan de återstående fem fartygen skrotades efter att de hade använts som mål vid atombombssprängningarna i Operation Crossroads vid Bikiniatollen i Stilla havet.

## Design
De tio jagarna i Benham-klassen var en del av en serie på tre klasser med liknande egenskaper som påbörjades 1935-1937. De andra två var Gridley-klassen (4 fartyg) och Bagley-klassen (8 fartyg). Alla tre hade fyra 12,7 cm allmålskanoner och sexton 53,3 cm torpedtuber i fyra fyrdubbla fästen. Även om alla bara hade en skorsten, skilde de sig främst åt i sitt maskineri. Benham-klassen var en Gibbs & Cox-design med en ny högtryckspanna som möjliggjorde en minskning från fyra pannor till tre, med ett effektivt turbinarrangemang som liknade Mahan-klassen. Bagley-jagarna var en design skapad av flottan som duplicerade maskineriet från den föregående Mahan-klassen. Detta ledde till deras framträdande pannuppgångar runt den enda skorstenen som var deras främsta igenkänningsmärke. Gridley-klassen konstruerades av Bethlehem Shipbuilding Company med avancerade högtryckspannor (som också byggdes av Bethlehem) men med turbiner som liknade den tidigare Farragut-klassen, vilket begränsade deras räckvidd.

### Designarbete
Med undantag för Somers-klassen på 1850 ton var Benham-klassens framdrivningssystem det mest avancerade som dittills installerats i amerikanska jagare. En ny pannkonstruktion från Babcock & Wilcox användes som gjorde det möjligt att minska antalet pannor från fyra till tre, vilket innebar en avsevärd utrymmes- och viktbesparing. Ångtrycket ökade från 400 psi (2 800 kPa) till 600 psi (4 100 kPa) (en referens säger 565 psi), överhettat till 371 °C som i Gridley-jagarna. Räckvidden var något mindre än för Bagley-jagarna, 5 390 nautiska mil (9 980 km) jämfört med 6 940 nautiska mil (12 850 km), vilket möjligen berodde på en mindre bränslekapacitet på 484 ton jämfört med 504 ton. Huvudturbinerna utvecklade 49 250 shp (36 730 kW) vid Benhams försök och tillverkades av Westinghouse.

### Bestyckning
Klassen hade samma bestyckning som Gridley- och Bagley-klassen: fyra enkelmonterade 12,7 cm allmålskanoner och sexton fyrdubbelt-monterade 53,3 cm torpedtuber. Mark 15-torpeden användes som standard. Jämfört med Mahan-klassen offrade de en kanon för fyra extra torpedtuber. Det föreslogs att dessa fartyg skulle kunna använda sig av "curved ahead fire", genom att använda den justerbara gyrovinklingen av deras torpeder efter avfyrning för att avfyra sexton torpeder framför fartyget. En anledning till den tunga torpedbestyckningen var att de sista nio av de sjutton amerikanska "fördragskryssare" som byggdes på 1920- och 1930-talen saknade torpeder; så småningom avlägsnades torpederna på de äldre "fördragskryssarna" också för att bytas ut till luftvärnskanoner.
Liksom på de två sista jagarna i Maury-klassen satt de två främre 12,7 cm kanonerna i slutna fästen, medan de bakre kanonerna var öppna. I Benham-klassen var dock de två efterföljande fästena av Mark 30 Mod 1 basringstyp med en integrerad ammunitionshiss som matades från ett hanteringsrum under varje kanon. Detta gjorde det möjligt att utrusta en del av klassen med ett hölje för nr 4-kanonen och en öppen sköld för nr 3-kanonen på neutralitetspatruller i Atlanten 1941, men sköldarna togs senare bort för att spara vikt för att möjliggöra mer luftvärn. I likhet med alla amerikanska ytstridsfartyg på 1930-talet var det lätta luftvärnet från början svagt; endast fyra 12,7 mm kulsprutor fanns installerade. Den amerikanska flottan ansåg under mellankrigstiden att det tunga luftvärnet skulle skjuta ner de flesta inkommande flygplan i alla situationer, men attacken mot Pearl Harbor visade att detta inte stämde.
Under neutralitetspatrullering tog några av klassens fartyg bort sina torpedtuber och kulsprutor så att sjunkbombsbestyckningen och det lätta luftvärnet kunde utökas; fotografier visar att sex 20 mm Oerlikonkanoner lades till tillsammans med fyra "K"-sjunkbombskastare. Dessa fartyg fick senare två dubbla Bofors 40 mm automatkanoner på sina efterföljande däckshus innan de överfördes till Stilla havet. År 1945 togs de återstående torpedtuberna bort på Lang, Sterett och Wilson till förmån för fyra 40 mm tvillingmontage och fyra 20 mm tvillingmontage.

## Tjänstgöring
Fartygen i klassen, förutom Benham och Ellet, tjänstgjorde på neutralitetspatruller i Atlanten och utförde eskorttjänst i Atlanten och Medelhavet som 8:e jagarskvadronen (med Wainwright som flaggskepp) från april 1940 till december 1941. Benham och Ellet befann till sjöss i Stilla havet den 7 december 1941 med Dunlap och Fanning av Mahan-klassen som 12:e jagardivisionen (en del av 6:e jagarskvadronen, med Balch som flaggskepp). Senare eskorterade de fyra fartygen i divisionen hangarfartyget Enterprise under Doolittleräden 1942.
I juni 1942, medan 15:e jagardivisionen (Lang, Stack, Sterett och Wilson) eskorterade hangarfartyget Wasp till Stilla havet, stannade 16:e jagardivisionen (Mayrant, Trippe, Rhind och Rowan) kvar i Atlanten och stödde landstigningen i Nordafrika i december 1942. Under 1943 tjänstgjorde de utanför Italien, där Mayrant skadades svårt av ett tyskt luftangrepp utanför Palermo och Rowan sänktes av en E-båt utanför Salerno.
Under tiden opererade de sex jagarna i Stilla havet på Salomonöarna (där Ellet beordrades att sänka den australiensiska tunga kryssaren Canberra efter slaget vid Savo Island) och var på plats under slaget om Guadalcanal den 13-15 november 1942, där Sterett skadades svårt och Benham sänktes. Lang, Sterett och Stack bildade division "A-2" vid slaget vid Vellabukten 1943 och därefter följde alla fem återstående fartyg med under framryckningen genom Marshallöarna och Marianerna. Fartygen i den tidigare 15:e jagardivision, som omplacerades till 4:e divisionen befann sig vid Leyte och senare Okinawa; Ellet befann sig vid Iwo Jima. I april 1945 skadades Sterett och Wilson i kamikazeattacker medan Wilson förblev i tjänst. Sterett kunde efter reparationer återvända till tjänst när kriget tog slut. Sterett, Ellet och Lang skrotades 1947. De andra, som förorenats som mål vid atombombstesterna i Operation Crossroads, togs ur bruk och borrades i sank på djupt vatten utanför Kwajalein 1948.

## Skepp i klassen
| Namn    | Fartygsnummer | Varv                        | Kölsträckt        | Sjösatt         | Färdigställd      | Tagen ur tjänst | Öde                                                                                             |
| ------- | ------------- | --------------------------- | ----------------- | --------------- | ----------------- | --------------- | ----------------------------------------------------------------------------------------------- |
| Benham  | DD-397        | Federal Shipbuilding        | 1 september 1936  | 16 april 1938   | 2 februari 1939   | i.u.            | Skadad av en japansk torped vid Guadalcanal 15 november 1942, senare sänkt av allierade styrkor |
| Ellet   | DD-398        | Federal Shipbuilding        | 3 december 1936   | 11 juni 1938    | 17 februari 1939  | 29 oktober 1945 | Såld som skrot 1 augusti 1947                                                                   |
| Lang    | DD-399        | Federal Shipbuilding        | 5 april 1937      | 28 augusti 1938 | 30 mars 1939      | 16 oktober 1945 | Såld som skrot 13 oktober 1947                                                                  |
| Mayrant | DD-402        | Boston Navy Yard            | 15 april 1937     | 14 maj 1938     | 13 september 1939 | 28 augusti 1946 | Skadad i atombombsprover, senare borrad i sank utanför Kwajalein 4 april 1948                   |
| Trippe  | DD-403        | Boston Navy Yard            | 15 april 1937     | 14 maj 1938     | 1 november 1939   | 28 augusti 1946 | Skadad i atombombsprover, senare borrad i sank utanför Kwajalein 3 februari 1948                |
| Rhind   | DD-404        | Philadelphia Naval Shipyard | 22 september 1937 | 28 juli 1938    | 10 november 1939  | 26 augusti 1946 | Skadad i atombombsprover, senare borrad i sank utanför Kwajalein 22 mars 1948                   |
| Rowan   | DD-405        | Norfolk Navy Yard           | 25 juni 1937      | 5 maj 1938      | 23 september 1939 | i.u.            | Torpederad av en tysk E-båt 11 september 1943                                                   |
| Stack   | DD-406        | Norfolk Navy Yard           | 25 juni 1937      | 5 maj 1938      | 20 november 1939  | 29 augusti 1946 | Skadad i atombombsprover, senare borrad i sank utanför Kwajalein 24 april 1948                  |
| Sterett | DD-407        | Charleston Navy Yard        | 2 december 1936   | 27 oktober 1938 | 15 augusti 1939   | 2 november 1945 | Såld som skrot 10 augusti 1947                                                                  |
| Wilson  | DD-408        | Puget Sound Navy Yard       | 22 mars 1937      | 12 april 1939   | 5 juli 1939       | 29 augusti 1946 | Skadad i atombombsprover, senare borrad i sank utanför Kwajalein 8 mars 1948                    |